# Государственная дума Российской империи IV созыва
Госуда́рственная ду́ма Росси́йской импе́рии IV созы́ва — представительный законодательный орган Российской империи. Председателем думы был М. В. Родзянко. Избрана 15 ноября 1912 года.

## Сессии

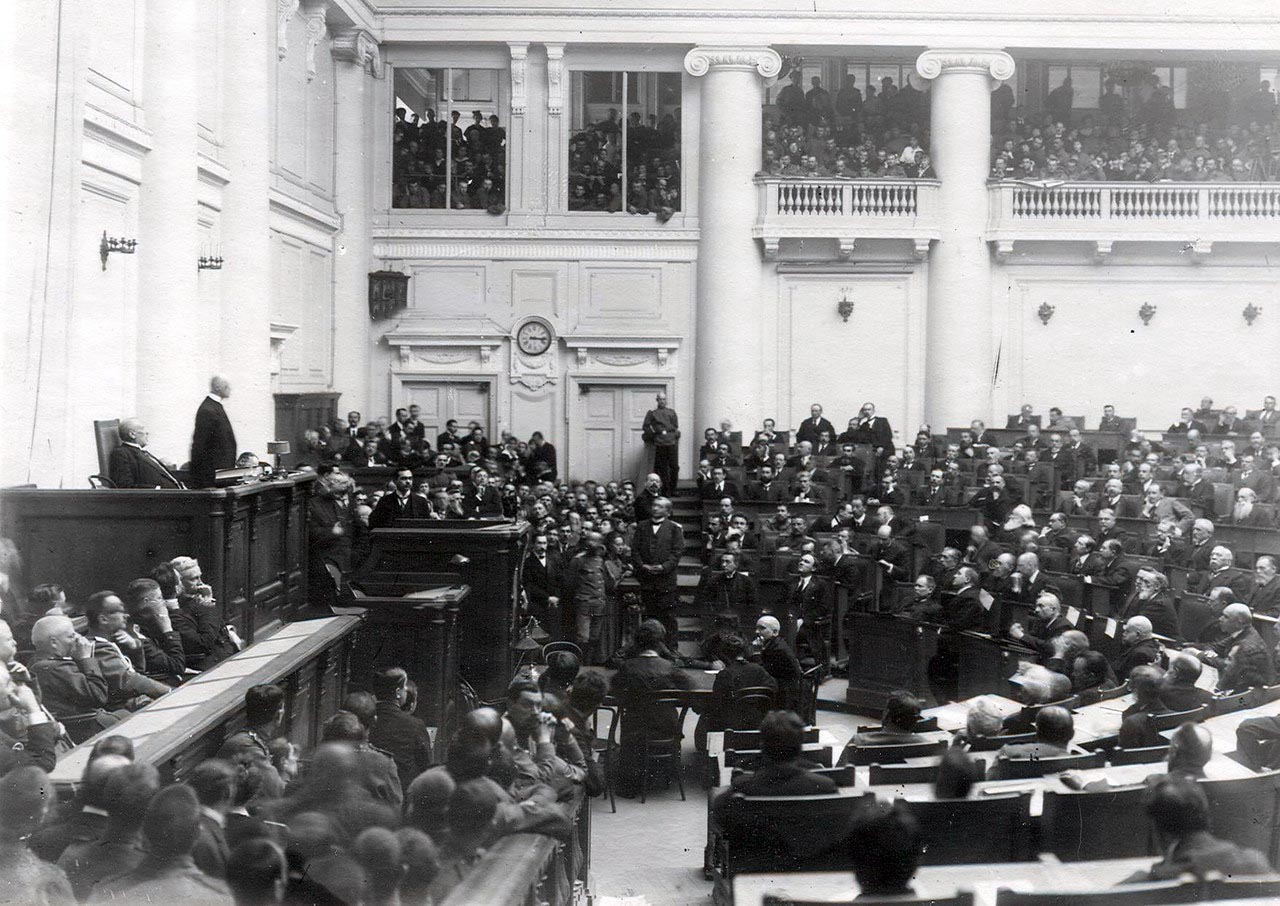
Группа депутатов Государственной думы в зале заседаний Таврического дворца

Государственная дума избиралась на пять лет. Дума работала с годовыми сессиями, внутри каждой сессии устраивались, как правило, два перерыва, на Рождество и на Пасху. Каждый раз Дума созывалась и распускалась Высочайшими Указами; кроме того, Дума и сама была полномочна устраивать перерывы в своей работе. С началом Первой мировой войны регулярный характер работы Думы нарушился.
Первая сессия продолжалась с 15 ноября 1912 года по 25 июня 1913 года, состоялось 81 заседание Общего собрания Думы.
Вторая сессия продолжалась с 15 октября 1913 года по 14 июня 1914 года, состоялось 111 заседаний Общего собрания Думы.
26 июля 1914 года состоялась чрезвычайная однодневная сессия Думы, посвящённая выделению военных кредитов, связанных с острым политическим кризисом, предшествовавшим началу Первой мировой войны (28 июля).
Третья сессия началась 27 января 1915 года; через 2 дня, 29 января, сразу же после принятия бюджета, сессия Думы была объявлена императором закрытой.
Четвёртая сессия продолжалась с 19 июля по 3 сентября 1915 года, после чего Дума досрочно была распущена императором на каникулы, сессия затем продолжалась с 9 февраля по 20 июня 1916 года, состоялось 60 заседаний Общего собрания Думы.
Пятая сессия началась 1 ноября 1916 года. 16 декабря Дума снова была распущена на каникулы. Досрочный роспуск Думы оказался одним из событий, повысивших общую политическую напряжённость в стране перед Февральской революцией. По широко распространённому тогда мнению, ожидалось, что правительство не разрешит Думе собраться после затянувшихся новогодних каникул и объявит о её роспуске. Однако же, 14 февраля 1917 года император объявил о продолжении занятий Думы. В разгар событий Февральской революции, 25 февраля, император снова приостановил деятельность Думы. Более Дума уже никогда не собиралась на официальные заседания.
27 февраля в ходе частного совещания членов Думы был создан Временный комитет Государственной думы, принявший участие в формировании Временного правительства, а до момента начала его работы, то есть 27 февраля — 2 марта, являвшийся самопровозглашённым правительством России. С 12 мая по 19 июля 1917 года состоялось ещё восемь частных совещаний Думы, уже не имевших ни юридического, ни политического значения.
Дума была официально распущена указом Директории (Советом пяти) 6 октября 1917 года в связи с назначением выборов в Всероссийское учредительное собрание.

## Состав

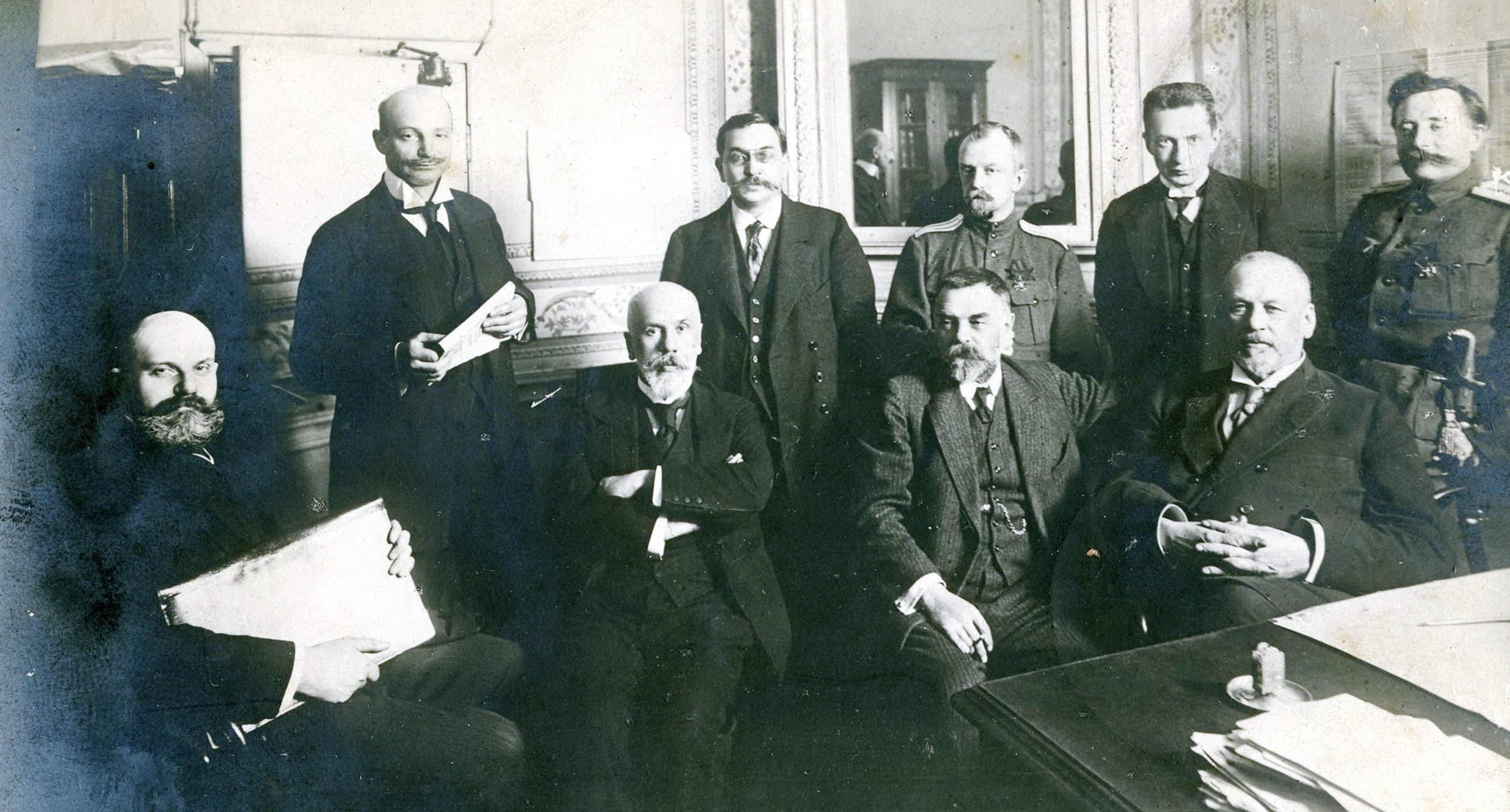
Исполнительный комитет IV Государственной Думы. Стоят: В. В. Шульгин, И. И. Дмитрюков, ?, А. Ф. Керенский, М. А. Караулов; сидят: В. Н. Львов, В. А. Ржевский, Е. И. Шидловский, М. В. Родзянко

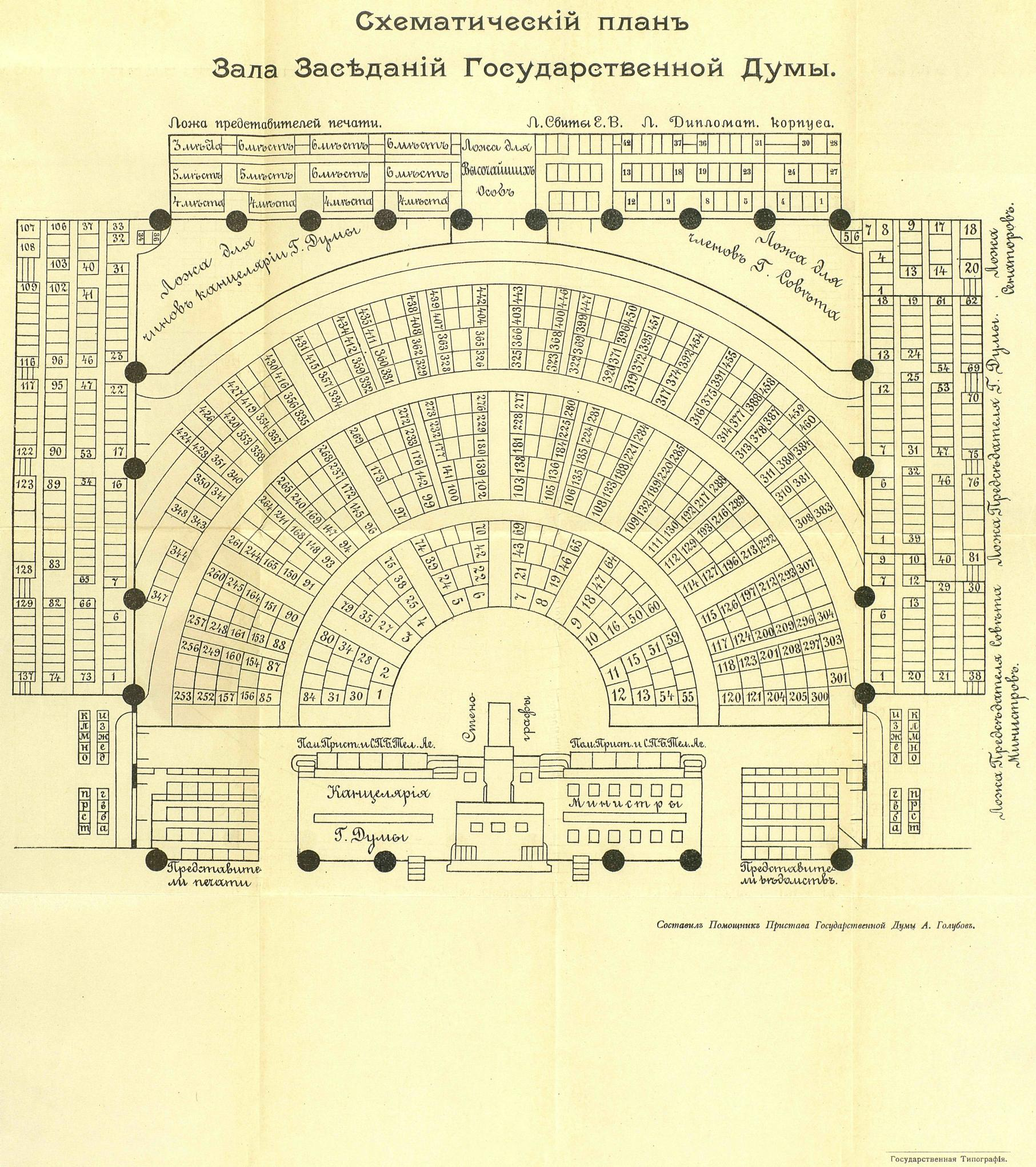
Схематический план Зала Заседаний Государственной Думы. 1913 г.

Четвёртая дума обладала ярко выраженными флангами (левыми и правыми) при весьма умеренном центре. Всего было избрано 442 депутата:
- Октябристы — 98
- Националисты и умеренно-правые — 88
- Правые — 65
- Кадеты — 59
- Прогрессисты — 48
- Центристы — 32
- Социал-демократы — 14 (меньшевики — 8, большевики — 6)
- Трудовики — 10
- Беспартийные — 7

Партии разных союзов:
- Польское коло — 9
- Мусульман — 6
- Белорусско-литовско-польская группа — 6

Председатель Государственной думы М. В. Родзянко.
Товарищи председателя: князь В. М. Волконский, князь Д. Д. Урусов.
Секретарь И. И. Дмитрюков.
Товарищи секретаря: Н. И. Антонов, В. П. Басаков, Г. Х. Еникеев, Н. Н. Львов (старший товарищ), В. П. Шеин.

Группы депутатов по избирательным округам
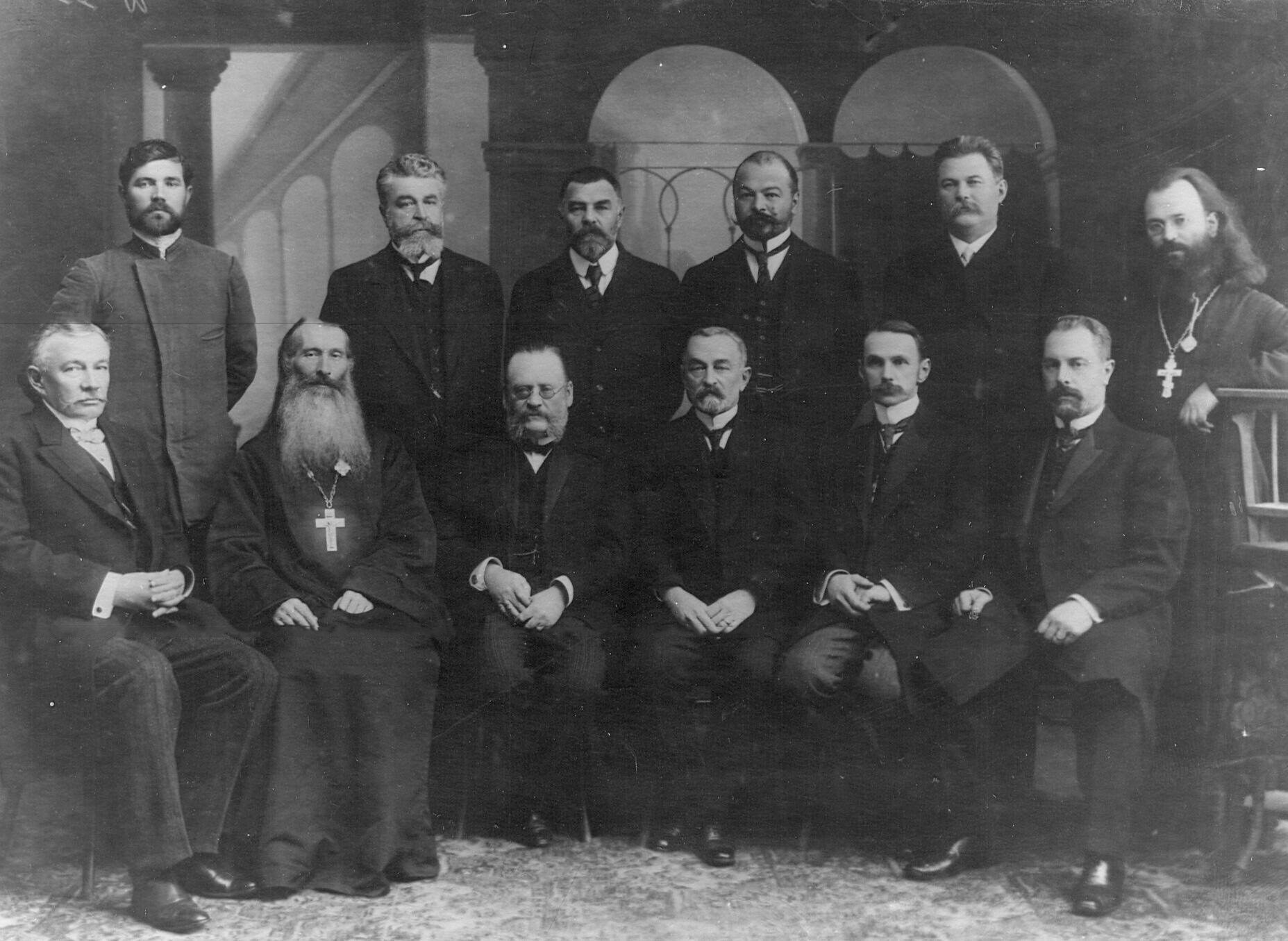
Воронежская губерния
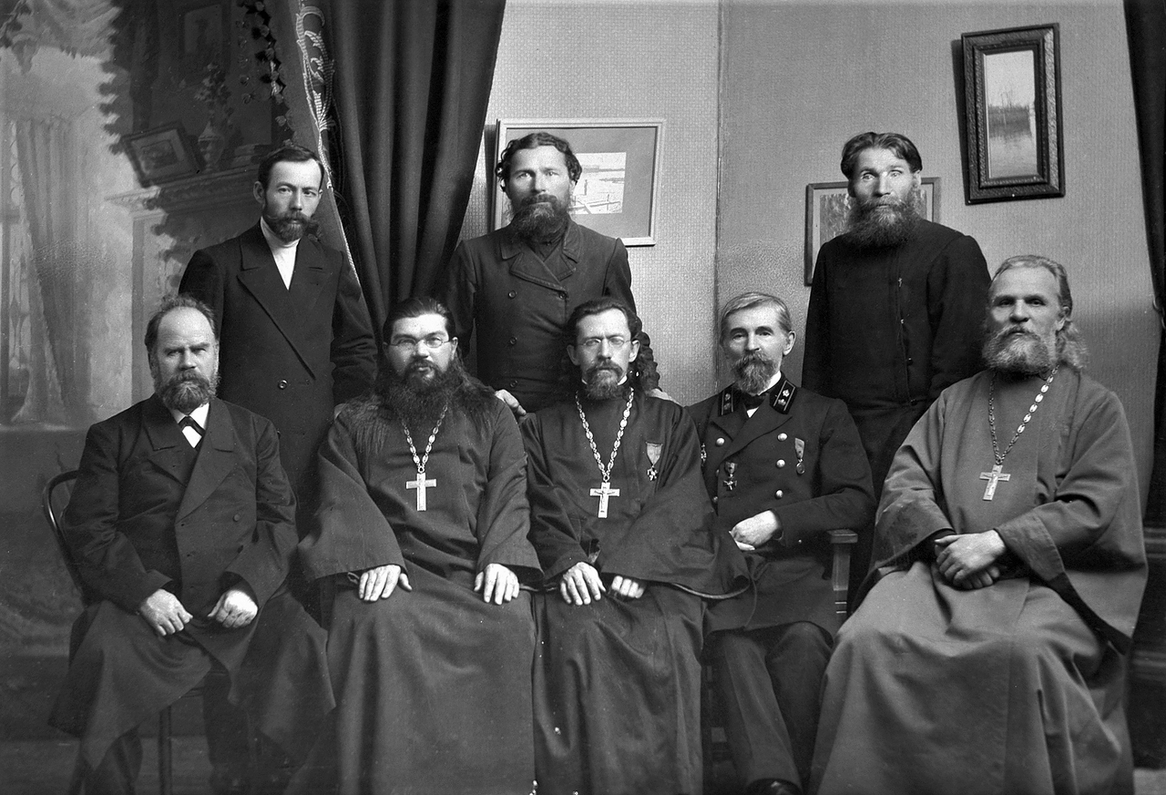
Вятская губерния

## Официальные документы
Первая сессия

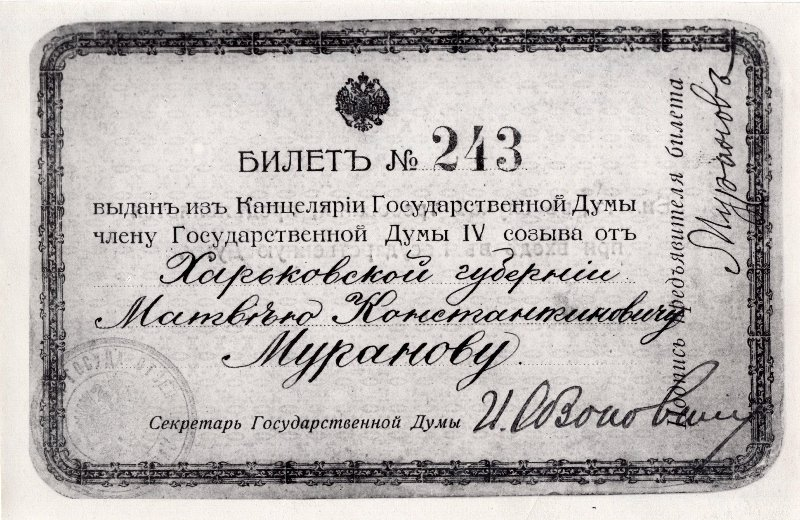
Внешний вид билета депутата IV Государственной думы

- Государственная дума : четвёртый созыв : Стенографические отчёты : 1912—1913 гг. : сессия первая : Часть I: Заседания 1-30 (с 15 ноября 1912 г. по 20 марта 1913 г.). — СПб.: Государственная типография, 1913. — XXI с., 2438 стб.
- Государственная дума : четвёртый созыв : Стенографические отчёты : 1913 г. : сессия первая : Часть II: Заседания 31-54 (с 22 марта по 24 мая 1913 г.). — СПб.: Государственная типография, 1913. — XV с., 2253 стб.
- Государственная дума : четвёртый созыв : Стенографические отчёты : 1913 г. : сессия первая : Часть III: Заседания 55-81 (с 27 мая по 25 июня 1913 г.). — СПб.: Государственная типография, 1913. — XXXVI с., 2698 стб.
- Государственная дума : четвёртый созыв : Стенографические отчёты : 1913 г. : сессия первая : Часть II: Заседание 35 (3 апреля 1913 г.) : Часть III: Заседание 63 (4 июня 1913 г.); Заседание 78 (21 июня 1913 г.); Заседание 80 (24 июля 1913 г.); Заседание 81 (25 июля 1913 г.). — СПб.: Государственная типография, 1913. — 480 стб. разд. паг.
- Государственная дума : Указатель к стенографическим отчётам : (Части I-III) : четвёртый созыв, сессия первая, 1912-1913 гг. : Заседания 1-81 : (15 ноября 1912 г. - 25 июня 1913 г.). — СПб.: Государственная типография, 1913. — 621 с.
- Приложения к стенографическим отчётам Государственной думы : четвёртый созыв : сессия первая : 1912-1913 гг. : Выпуск I : (№№ 1-150). — СПб.: Государственная типография, 1913. — 966 с. разд. паг.
- Приложения к стенографическим отчётам Государственной думы : четвёртый созыв : сессия первая : 1912-1913 гг. : Выпуск II : (№№ 151-270). — СПб.: Государственная типография, 1913. — 812 с. разд. паг.
- Приложения к стенографическим отчётам Государственной думы : четвёртый созыв : сессия первая : 1912-1913 гг. : Выпуск III : (№№ 271-365). — СПб.: Государственная типография, 1913. — 874 с. разд. паг.
- Приложения к стенографическим отчётам Государственной думы : четвёртый созыв : сессия первая : 1912-1913 гг. : Выпуск IV : (№№ 366-435). — СПб.: Государственная типография, 1913. — 936 с. разд. паг.
- Приложения к стенографическим отчётам Государственной думы : четвёртый созыв : сессия первая : 1912-1913 гг. : Выпуск V : (№№ 436-525). — СПб.: Государственная типография, 1913. — 752 с. разд. паг.
- Приложения к стенографическим отчётам Государственной думы : четвёртый созыв : сессия первая : 1912-1913 гг. : Выпуск VI : (№№ 526-637). — СПб.: Государственная типография, 1913. — 825 с. разд. паг.
- Предметный указатель к сборнику «Приложения к стенографическим отчётам Государственной думы» : четвёртый созыв : сессия первая : 1912-1913 гг. : Выпуски I-VI :. — СПб.: Государственная типография, 1913. — CLVI стб.

Вторая сессия
- Государственная дума : четвёртый созыв : Стенографические отчёты : 1913—1914 гг. : сессия вторая : Часть I : Заседания 1-28 : (15 октября 1913 г. - 21 января 1914 г.). — СПб.: Государственная типография, 1914. — XXIV с., 2096 стб. Архивировано 20 января 2012 года.
- Государственная дума : четвёртый созыв : Стенографические отчёты : 1914 г. : сессия вторая : Часть II : Заседания 29-52 (с 22 января по 19 марта 1914 г.). — СПб.: Государственная типография, 1914. — XVIII с., 1994 стб.
- Государственная дума : четвёртый созыв : Стенографические отчёты : 1914 г. : сессия вторая : Часть III : Заседания 53-75 (с 21 марта по 5 мая 1914 г.). — СПб.: Государственная типография, 1914. — XIX с., 2048 стб.
- Государственная дума : четвёртый созыв : Стенографические отчёты : 1914 г. : сессия вторая : Часть IV : Заседания 76-97 (с 7 по 28 мая 1914 г.). — СПб.: Государственная типография, 1914. — X с., 1932 стб.
- Государственная дума : четвёртый созыв : Стенографические отчёты : 1914 г. : сессия вторая : Часть V : Заседания 98-111 (с 30 мая по 14 июня 1914 г.). — СПб.: Государственная типография, 1914. — XLII с., 1396 стб., с. 1399-1 - 1399-16.
- Государственная дума : Указатель к стенографическим отчётам : (Части I-V) : четвёртый созыв : сессия II : 1913-1914 гг. : Заседания 1-111 (15 октября 1913 г. - 14 июня 1914 г.). — СПб.: Государственная типография, 1914. — 739 с.
- Приложения к стенографическим отчётам Государственной думы : четвёртый созыв : сессия вторая : 1913-1914 гг. : Выпуск I : (№№ 1-130). — СПб.: Государственная типография, 1913. — 862 с. разд. паг. Архивировано 19 января 2012 года.
- Приложения к стенографическим отчётам Государственной думы : четвёртый созыв : сессия вторая : 1913-1914 гг. : Выпуск II : (№№ 131-197). — СПб.: Государственная типография, 1914. — 774 с. разд. паг.
- Приложения к стенографическим отчётам Государственной думы : четвёртый созыв : сессия вторая : 1913-1914 гг. : Выпуск III : (№№ 198-311). — СПб.: Государственная типография, 1914. — 849 с. разд. паг.
- Приложения к стенографическим отчётам Государственной думы : четвёртый созыв : сессия вторая : 1913-1914 гг. : Выпуск IV : (№№ 312-425). — СПб.: Государственная типография, 1914. — 871 с. разд. паг.
- Приложения к стенографическим отчётам Государственной думы : четвёртый созыв : сессия вторая : 1913-1914 гг. : Выпуск V : (№№ 426-555). — СПб.: Государственная типография, 1914. — 889 с. разд. паг.
- Приложения к стенографическим отчётам Государственной думы : четвёртый созыв : сессия вторая : 1913-1914 гг. : Выпуск VI : (№№ 556-643). — СПб.: Государственная типография, 1914. — 764 с. разд. паг.
- Приложения к стенографическим отчётам Государственной думы : четвёртый созыв : сессия вторая : 1913-1914 гг. : Выпуск VII : (№№ 644-700). — СПб.: Государственная типография, 1914. — 913 с. разд. паг., [1] л. табл.
- Приложения к стенографическим отчётам Государственной думы : четвёртый созыв : сессия вторая : 1913-1914 гг. : Выпуск VIII : (№№ 701-766). — СПб.: Государственная типография, 1914. — 863 с. разд. паг.
- Приложения к стенографическим отчётам Государственной думы : четвёртый созыв : сессия вторая : 1913-1914 гг. : Выпуск IX : (№№ 767-849). — СПб.: Государственная типография, 1914. — 892 с. разд. паг.
- Приложения к стенографическим отчётам Государственной думы : четвёртый созыв : сессия вторая : 1913-1914 гг. : Выпуск X : (№№ 850-930). — СПб.: Государственная типография, 1914. — 752 с. разд. паг.
- Предметный указатель к сборнику «Приложения к стенографическим отчётам Государственной думы» : четвёртый созыв : сессия вторая : 1913-1914 гг. : Выпуски I-X :. — СПб.: Государственная типография, 1914. — CLXXVI стб.

Третья сессия
- Приложения к стенографическим отчётам Государственной думы : четвёртый созыв : сессия третья : 1915 г. — Петроград: Государственная типография, 1915. — 823 с. разд. паг.

Четвертая сессия
- Государственная дума : четвёртый созыв : Стенографические отчёты : 1915 г. : сессия четвёртая : Заседания 1-16 (с 19 июля по 3 сентября 1915 г.) : с приложением указателя к стенографическим отчётам. — Петроград: Государственная типография, 1915. — X с., 1212 стб., с. 1213-1399.
- Государственная дума : четвёртый созыв : Стенографические отчёты : 1916 г. : сессия четвёртая : Стлб. 1205-3502 : Заседания 17-37 (с 9 февраля по 15 марта 1916 г.). — Петроград: Государственная типография, 1916. — XII с., 1213-3496 стб., с.3497-3501.
- Государственная дума : четвёртый созыв : Стенографические отчёты : 1916 г. : сессия четвёртая : Стлб. 3503-5813 : Заседания 38-60 (17 марта по 20 июня 1916 г.). — Петроград: Государственная типография, 1916. — XXIX с., 3503-5812 стб., с. 5813-1 - 5813-4.
- Государственная дума : Указатель к стенографическим отчётам : четвёртый созыв : сессия IV : 1915-1916 гг. : Заседания 1-60 (19 июля 1915 г. - 20 июня 1916 г.). — Петроград: Государственная типография, 1916. — 546 с.
- Приложения к стенографическим отчётам Государственной думы : четвёртый созыв : сессия четвёртая : 19 июля - 3 сентября 1915 г. : (№№ 1-57). — Петроград: Государственная типография, 1915. — 880 с. разд. паг.
- Приложения к стенографическим отчётам Государственной думы : четвёртый созыв : сессия четвёртая : 1915-1916 гг. : Выпуск II : (№№ 58-87). — Петроград: Государственная типография, 1916. — 964 с. разд. паг.
- Приложения к стенографическим отчётам Государственной думы : четвёртый созыв : сессия четвёртая : 1915-1916 гг. : Выпуск III : (№№ 88-173). — Петроград: Государственная типография, 1916. — 684 с. разд. паг.
- Приложения к стенографическим отчётам Государственной думы : четвёртый созыв : сессия четвёртая : 1915-1916 гг. : Выпуск IV : (№№ 174-289). — Петроград: Государственная типография, 1916. — 600 с. разд. паг.
- Приложения к стенографическим отчётам Государственной думы : четвёртый созыв : сессия четвёртая : 1915-1916 гг. : Выпуск V : (№№ 290-373). — Петроград: Государственная типография, 1916. — 678 с. разд. паг.
- Предметный указатель к сборнику «Приложения к стенографическим отчётам Государственной думы» : четвёртый созыв : сессия четвёртая : 1915-1916 гг. : Выпуски I-V. — Петроград: Государственная типография, 1916. — LXXXIV стб.

Прочее
- Стенографические отчёты Частного совещания членов Государственной думы (четвёртого созыва): 12, 20, 27 мая; 3, 5, 28 июня; 18 и 19 июля 1917 г. — Петроград: Государственная типография, 1917. — [3], 194 с. разд. паг.